# Lost Tapes, Teil 3
Lost Tapes, Teil 3 ist die vierte EP der deutschen Popsängerin und Rapperin Céline, die im April 2025 erschien.

## Entstehung und Artwork
Alle Lieder dieser EP wurden von der Interpretin selbst geschrieben, zusammen mit wechselnden Koautoren. Die meisten Lieder schrieb sie zusammen mit Jan Platt (Lazlo), der auch schon bei fast allen Liedern der ersten beiden Lost-Tapes-Teilen als Koautor fungierte. Während er bei den ersten beiden Teilen an allen Liedern mitschrieb, war er hierbei beim Schreibprozess von sieben der zehn Titel involviert. Die zweitmeisten Autorenbeteiligungen stammen vom Produzentenquartett Beatgees (bestehend aus Philip Böllhoff, Hannes Büscher, Sipho Sililo und David Vogt). Diese waren beim Schreibprozess von fünf Liedern beteiligt, für deren Produktion sie sich auch verantwortlich zeichneten. Das Produzentenquartett stellt damit die meisten Produktionen und auch als einzige mehr als eine Produktion. Auch die Beatgees waren schon an der Produktion der ersten beiden Teile von Lost Tapes beteiligt. Die Autoren Robin Haefs sowie Yanek Stärk (Kenay) fungierten als Koautoren bei drei beziehungsweise zwei Liedern. Darüber hinaus wirkten neun weitere Musiker als vereinzelte Koautoren und -produzenten mit, darunter namhafte Musiker wie Jennifer Allendörfer (Suena), Luis-Florentino Cruz (Lucry), Mailan Ghafouri (Lune), Fabian Römer (F.R.) oder auch Marcel Uhde (Juh-Dee).
Céline arbeitete bereits in der Vergangenheit mehrfach mit den Beatgees und Lazlo zusammen, so unter anderem auch auf Célines erster EP Instinkt (Oktober 2020), wo sie beide Male für große Teile der Produktion zuständig waren. Einige weitere Autoren und Produzenten waren auch bereits an der Produktion zu Lost Tapes, Teil 1 beteiligt; Haefs schrieb zuvor schon einige Singles für die Interpretin, so unter anderem die Charthits Mom&Dad (Januar 2021), 3 Sekunden (April 2023) oder auch Komm in meine Arme (September 2023).
Auf dem schwarz-weißen Frontcover der EP ist – neben dem Albumtitel – Céline zu sehen. Sie liegt dabei auf einer Couch, während sie ihren Kopf auf der Seitenlehne abstützt. Das gleiche Artworkkonzept findet sich auch auf den ersten beiden Teilen der Lost-Tapes-Reihe wieder, so als wiederkehrendes Element neben des schwarz-weißen Artworks auch die Couch Verwendung findet.

## Veröffentlichung und Promotion
Die Erstveröffentlichung von Lost Tapes, Teil 3 erfolgte am 11. April 2025 bei den Musiklabels A Million, BTGS und Groove Attack. Das Album erschien dabei zum Download und Streaming mit zehn Titeln. Verlegt wurden die Lieder unter anderem voo Budde Music Publishing oder auch Edition Tricot.
Céline selbst bewarb die Veröffentlichung von Lost Tapes, Teil 3 lediglich zwei Tage vor der Veröffentlichung über die sozialen Medien.

## Hintergrund
Bei Lost Tapes, Teil 3 handelt es sich um einen weiteren Auszug aus Célines kommenden Debütalbum, das den gleichen Namen tragen soll. Sie selbst richtete sich über die sozialen Medien mit folgenden Worten an ihre Fans:

„Ich kann euch endlich mitteilen, dass mein erstes Album Lost Tapes rauskommt! Über die letzten vier Jahre habe ich viele Songs liegen gelassen und aus den Augen verloren. Musik war für mich wie schon immer eine Art Therapie, und ich hoffe, dass ich euch damit etwas geben kann. Vielleicht habt ihr nicht viel von mir gehört, aber ich spreche lieber durch meine Musik.“

## Inhalt
Alle Liedtexte der EP sind in deutscher Sprache verfasst und stammen von Céline selbst sowie große Teile von den Beatgees oder auch Lazlo. Des Weiteren wirken elf Autoren mit, die nicht mehr als drei Titel komponierten und texteten. Musikalisch bewegen sich die Lieder überwiegend im Bereich des Hip-Hops und der Popmusik. Als Gastmusiker treten Lune und Lazlo in Erscheinung. Mit Lune veröffentlichte Céline bereits die Single Komm in meine Arme (September 2023), die wiederum Teil von Lunes zweiten Studioalbum Mailan (Juni 2024) ist, nachdem der Gastbeitrag auf dieser EP benannt wurde, obwohl es bereits ein Lied mit dem Titel von Lune gibt. Wobei es sich hierbei um kein wirkliches Lied handelt, sondern um eine 12-sekündige Sprachnachricht, die als eine Art Prolog fungiert.
Inhaltlich besingt Céline in Ende unter anderem eine zerbrochene Freundschaft zu ihrer damaligen besten Freundin. Bei Was machst du da? (Version 1), einem Lied, in dem sie sich mit ihrem eigenen Verhalten, Identitätsfindung und Zukunftsängsten auseinandersetzt, handelt es sich um eine erste Demoaufnahme des gleichnamigen Liedes, das im Februar 2020 als Debütsingle Célines erschien.
| #  | Titel                             | Autor(en) | Produzent(en)                                             | Länge |
| -- | --------------------------------- | --- | --------------------------------------------------------- | ----- |
| 1  | Nie die Musik                     | Philip Böllhoff, Hannes Büscher, Céline Dorka, Robin Haefs, Jan Platt, Sipho Sililo, Yanek Stärk, David Vogt | Philip Böllhoff, Hannes Büscher, Sipho Sililo, David Vogt | 3:23  |
| 2  | Karussell                         | Jennifer Allendörfer, Luis-Florentino Cruz, Céline Dorka                                                     | Jennifer Allendörfer, Luis-Florentino Cruz                | 2:24  |
| 3  | Lana                              | Céline Dorka, Jan Platt, Melvin Schmitz, Marcel Uhde, Maik Unruh                                             | Melvin Schmitz, Marcel Uhde                               | 2:47  |
| 4  | Mailan (feat. Lune)               | Céline Dorka, Mailan Ghafouri                                                                                | —                                                         | 0:12  |
| 5  | Who the Fuck                      | Philip Böllhoff, Hannes Büscher, Céline Dorka, Robin Haefs, Sipho Sililo, David Vogt                         | Philip Böllhoff, Hannes Büscher, Sipho Sililo, David Vogt | 2:18  |
| 6  | Ende                              | Philip Böllhoff, Hannes Büscher, Céline Dorka, Jan Platt, Sipho Sililo, Yanek Stärk, David Vogt              | Philip Böllhoff, Hannes Büscher, Sipho Sililo, David Vogt | 2:53  |
| 7  | Keine Symphonie                   | Philip Böllhoff, Hannes Büscher, Céline Dorka, Robin Haefs, Jan Platt, Sipho Sililo, David Vogt              | Philip Böllhoff, Hannes Büscher, Sipho Sililo, David Vogt | 1:53  |
| 8  | Letztes Mal                       | Philip Böllhoff, Hannes Büscher, Céline Dorka, Jan Platt, Fabian Römer, Sipho Sililo, David Vogt             | Philip Böllhoff, Hannes Büscher, Sipho Sililo, David Vogt | 2:09  |
| 9  | Zweieinhalb Minuten (feat. Lazlo) | Céline Dorka, Jan Platt, Torsten Schroth                                                                     | Torsten Schroth                                           | 2:30  |
| 10 | Was machst du da? (Version 1)     | Céline Dorka, Nvie Motho, Jan Platt                                                                          | Nvie Motho                                                | 2:53  |

## Singleauskopplungen
Aus der EP wurden zwei Singles veröffentlicht. Zunächst erschien mit Ende die erste Auskopplung als digitaler Einzeltrack zum Download und Streaming am 21. Februar 2025. Als zweite Single wurde, ebenfalls als digitaler Einzeltrack zum Download und Streaming, Lana am 14. März 2025 veröffentlicht.

## Mitwirkende
Albumproduktion
- Jennifer Allendörfer (Suena): Komposition (Lied 2), Liedtext (Lied 2), Musikproduktion (Lied 2)
- Philip Böllhoff: Komposition (Lieder: 1, 5–8), Liedtext (Lieder: 1, 5–8), Musikproduktion (Lieder: 1, 5–8)
- Hannes Büscher: Komposition (Lieder: 1, 5–8), Liedtext (Lieder: 1, 5–8), Musikproduktion (Lieder: 1, 5–8)
- Luis-Florentino Cruz (Lucry): Komposition (Lied 2), Liedtext (Lied 2), Musikproduktion (Lied 2)
- Céline Dorka: Gesang (Lieder: 1–10), Komposition (Lieder: 1–10), Liedtext (Lieder: 1–10)
- Mailan Ghafouri (Lune): Komposition (Lied 4), Liedtext (Lied 4), Sprechgesang (Lied 4)
- Robin Haefs: Komposition (Lieder: 1, 5, 7), Liedtext (Lieder: 1, 5, 7)
- Nvie Motho: Komposition (Lied 10), Liedtext (Lied 10), Musikproduktion (Lied 10)
- Jan Platt (Lazlo): Gesang (Lied 9), Komposition (Lieder: 1, 3, 6–10), Liedtext (Lieder: 1, 3, 6–10)
- Fabian Römer (F.R.): Komposition (Lied 8), Liedtext (Lied 8)
- Melvin Schmitz (Young Mesh): Komposition (Lied 3), Liedtext (Lied 3), Musikproduktion (Lied 3)
- Torsten Schroth (Capelli): Komposition (Lied 9), Liedtext (Lied 9), Musikproduktion (Lied 9)
- Sipho Sililo: Komposition (Lieder: 1, 5–8), Liedtext (Lieder: 1, 5–8), Musikproduktion (Lieder: 1, 5–8)
- Yanek Stärk (Kenay): Komposition (Lieder: 1, 6), Liedtext (Lieder: 1, 6)
- Marcel Uhde (Juh-Dee): Komposition (Lied 3), Liedtext (Lied 3), Musikproduktion (Lied 3)
- Maik Unruh: Komposition (Lied 3), Liedtext (Lied 3)
- David Vogt: Komposition (Lieder: 1, 5–8), Liedtext (Lieder: 1, 5–8), Musikproduktion (Lieder: 1, 5–8)

Unternehmen
- A Million: Musiklabel (Lieder: 1–10)
- BTGS: Musiklabel (Lieder: 1–10)
- Budde Music Publishing: Verlag (Lied 6)
- Edition Tricot: Verlag (Lied 6)
- Groove Attack: Musiklabel (Lieder: 1–10)